# Прибытки (Житомирская область)
Прибытки (укр. Прибитки) — село на Украине, основано в 1240 году, находится в Овручском районе Житомирской области.
Код КОАТУУ — 1824285204. Население по переписи 2001 года составляет 610 человек. Почтовый индекс — 11145. Телефонный код — 4148. Занимает площадь 1,661 км².

## Адрес местного совета
11144, Житомирская область, Овручский р-н, с. Новые Веледники, ул. Центральная, 13